# 诃黎勒酸
诃黎勒酸是一种苯并吡喃鞣质和抗氧化剂，在医学上有许多潜在用途。

## 应用
诃黎勒酸可以应用于免疫抑制、护肝等方面，以及作为一种强效α-葡萄糖苷酶抑制剂。
诃黎勒酸对金黄色葡萄球菌和白色念珠菌有很强的杀灭作用。